# Brackley Beach
La communauté de Brackley Beach, autrefois Brackley Point, est une petite communauté rurale, agricole et canadienne située dans le centre de l'Île-du-Prince-Édouard sur la rive nord de la province, à environ 10 kilomètres au nord de la communauté de Brackley, d'où vient son nom.
Brackley Beach est entouré au nord par le Parc national de l'Île-du-Prince-Édouard qui a des dunes, des îles-barrières, des plages, des montagnes de grès, des zones humides et des forêts. Ces divers habitats fournissent un domicile pour une multitude de plantes et d'animaux, incluant le rare aster du golfe du St-Laurent et le pluvier siffleur menacé d'extinction. 
La région de Brackley Beach devint un endroit populaire pour les vacanciers à la fin du XIXe siècle et ses rivages furent inclus comme une partie du parc national en 1937.  Des activités incluent la pêche hauturière, la bicyclette, le canoë, le kayak, les chevaux, le terrain de camping, plusieurs restaurants, ainsi que le seul ciné-parc de l'Île-du-Prince-Édouard.